# Wendlingen (Neckar)
Wendlingen (Neckar) (niem: Bahnhof Wendlingen (Neckar)) – stacja kolejowa w Wendlingen am Neckar, w kraju związkowym Badenia-Wirtembergia, w Niemczech. Według DB Station&Service ma kategorię 3. Znajduje się na linii Plochingen – Tübingen oraz jest punktem początkowym linii Wendlingen – Oberlenningen. Jest częścią systemu S-Bahn w Stuttgarcie.

## Linie kolejowe
- Linia Plochingen – Tübingen
- Linia Wendlingen – Oberlenningen

## Połączenia

### Regionalne
| Linia  | Trasa | Takt                                       |
| ------ | --- | ------------------------------------------ |
| RE R8  | Stuttgart – Bad Cannstatt – Esslingen (Neckar) – Plochingen – Wendlingen (Neckar) – Nürtingen – Metzingen (Württ) – Reutlingen – Tübingen | 60 min (od południa do wieczora co 30 min) |
| RB R73 | Plochingen – Wendlingen (Neckar) – Nürtingen – Metzingen (Württ) – Reutlingen – Tübingen – Herrenberg                                     | 60 min                                     |

### S-Bahn
| Linia | Trasa | Takt                                                                                      |
| ----- | --- | ----------------------------------------------------------------------------------------- |
| S1    | Kirchheim (Teck) – Wendlingen (Neckar) – Plochingen – Esslingen (Neckar) – Neckarpark – Bad Cannstatt – Hauptbahnhof (tief) – Schwabstraße – Vaihingen – Rohr – Böblingen – Herrenberg | 30 min (w godzinach szczytu między Esslingen i Böblingen w 15-minutowych odstępach czasu) |